# Тюменцевський район
Тюме́нцевський район (рос. Тюменцевский район) — район у складі Алтайського краю Російської Федерації.
Адміністративний центр — село Тюменцево.

## Історія
Район утворений 1924 року.

## Населення
Населення — 13783 особи (2019; 15695 в 2010, 17985 у 2002).

## Адміністративний поділ
Район адміністративно поділяється на 14 сільських поселень (сільрад):
| Поселення                    | Площа, км² | Населення, осіб (2002) | Населення, осіб (2010) | Населення, осіб (2019) | Центр         | Населені пункти |
| ---------------------------- | ---------- | ---------------------- | ---------------------- | ---------------------- | ------------- | --------------- |
| Андроновська сільська рада   | 159,57     | 643                    | 507                    | 422                    | Андроново     | 1               |
| Березовська сільська рада    | 236,28     | 1366                   | 1133                   | 999                    | Березовка     | 3               |
| Вилковська сільська рада     | 288,03     | 2278                   | 2059                   | 1824                   | Вилково       | 1               |
| Грязновська сільська рада    | 139,72     | 587                    | 479                    | 432                    | Грязново      | 1               |
| Заводська сільська рада      | 118,70     | 911                    | 682                    | 543                    | Заводський    | 2               |
| Ключівська сільська рада     | 112,41     | 622                    | 542                    | 477                    | Ключі         | 1               |
| Корольовська сільська рада   | 174,16     | 737                    | 581                    | 500                    | Корольовський | 2               |
| Мезенцевська сільська рада   | 88,13      | 502                    | 367                    | 314                    | Мезенцево     | 1               |
| Новокарповська сільська рада | 118,46     | 527                    | 403                    | 357                    | Карповський   | 1               |
| Тюменцевська сільська рада   | 211,37     | 5805                   | 5576                   | 5096                   | Тюменцево     | 1               |
| Уривська сільська рада       | 46,03      | 479                    | 419                    | 302                    | Уривка        | 1               |
| Черемшанська сільська рада   | 210,91     | 928                    | 633                    | 534                    | Черемшанка    | 2               |
| Шарчинська сільська рада     | 266,23     | 2044                   | 1812                   | 1538                   | Шарчино       | 2               |
| Юдіхинська сільська рада     | 70,83      | 556                    | 502                    | 445                    | Юдіха         | 1               |

## Найбільші населені пункти
Нижче подано список населених пунктів з чисельністю населенням понад 1000 осіб:
| № | Населений пункт | Населення, осіб (2002) | Населення, осіб (2010) |
| - | --------------- | ---------------------- | ---------------------- |
| 1 | Тюменцево       | 5805                   | 5576                   |
| 2 | Вилково         | 2278                   | 2059                   |
| 3 | Шарчино         | 1822                   | 1640                   |